# Gusti Huber
Auguste „Gusti” Huber (27 iulie 1914 – 12 iulie 1993) a fost o actriță austriacă de teatru și film.

## Viața și cariera
Huber s-a născut în Wiener Neustadt, Austria , în 1914. Primele studii de actorie le-a primit de la Rudolph Beer, care i-a aranjat mai târziu debutul ei pe scenă la Zurich. Ea a avut primul rol într-un film în 1935 în Tanzmusik, jucând apoi în Savoy-Hotel 217 (1936). Un an mai târziu, ea a realizat un progres în carieră prin apariția în adaptarea cinematografica a Unentschuldigte Stunde. Printre filmele ei cele mai cunoscute au fost Der Mann, von dem man spricht (1937), Land der Liebe (1937), Kleiner Mann - ganz gross! (1938), Marguerite (1939) și Jenny und der Herr im Frack (1941), după care a lucrat timp de patru ani la Burgtheater din Viena și pe scene din alte părți.
Prin anul 1946, ea și cel de-al doilea ei soț, Joseph Besch, un ofițer în Armata SUA, s-au mutat în Statele Unite ale Americii. Besch s-a lăudat că soția lui a fost „prima actriță austriacă care a fost eliberată de suspiciuni de către guvernul militar american”. Ea a jucat doar ocazional ulterior, apărând mai ales pe Broadway de trei ori (Flight into Egypt, Cu C de la crimă ca Margot Wendice și Jurnalul Annei Frank).
Ultimul ei rol de film a fost în Das Tagebuch der Anne Frank (Jurnalul Annei Frank; 1959), în care ea a reluat rolul mamei Annei Frank, Edith, ceea ce a provocat controverse în unele cercuri deoarece se zvonea că Huber ar fi fost apropiată de regimul național-socialist, dar Garson Kanin, potrivit surselor, a rămas ferm.
American Heritage a scris despre încercările lui Huber de a se distanța de trecutul ei din timpul războiului:
La Viena, înainte de război, ea [Huber] a refuzat să lucreze cu un actor și regizor evreu, iar în Germania în timpul războiului ea a continuat să facă filme în perioada celui de-al Treilea Reich. ... În același timp în care Anne a fost ucisă la Bergen-Belsen, Gusti era ocupată să joace într-o comedie. ... Dar Huber era o vedetă pe Broadway și [acuzațiile împotriva ei] niciodată ... nu au avut efect.

## Familia
Huber a avut doi copii, Bibiana Maria (1 februarie 1942 – 7 septembrie 1996), cunoscută sub numele de „Bibi”, care a devenit actriță, și Christiana Barbara (17 august 1939 – 13 august 2004) din prima ei căsătorie cu Gotfrid Köchert (22 martie 1918 – 6 noiembrie 1986), un pilot de curse austriac, care a servit în Wehrmacht în timpul celui de-al Doilea Război Mondial. Cei doi copii mai mici ai lui Huber, Drea și Andrew, erau ai celui de-al doilea ei soț, Joseph Besch, un ofițer în Armata SUA, care le-a adoptat adoptat pe fiicele lui Huber din prima căsătorie și le-a dat numele său. Actrita Samantha Mathis, fiica lui Bibi, este una dintre nepoatele ei.
Sora mai mare a lui Bibi, Christiana, care a murit cu patru zile înainte de a împlini vârsta de 65 de ani, în 2004, a fost căsătorit cu T. R. MacDonald din 1960 până în 1977, când au divorțat; cuplul a avut trei copii.

## Filmografie selectivă
- Dance Music (1935)
- Savoy Hotel 217 (1936)
- Land of Love (1937)
- Between the Parents (1938)
- The Girl of Last Night (1938)
- Jurnalul Annei Frank (1959)